# 누리로
누리로는 2009년 6월 1일부터 운행 중인 한국철도공사의 여객 열차 등급명이다.

## 현재 운행 구간
2025년 1월 1일기준 누리로의 운행 구간은 아래와 같다.
| 노선   | 번호                 | 운행 구간       | 비고                                                                   |
| ------ | -------------------- | --------------- | ---------------------------------------------------------------------- |
| 영동선 | 1821~1822            | 강릉 - 동해     | 매일 1회 왕복운행                                                      |
| 동해선 | 1850~1854, 1860~1865 | 동대구 - 강릉   | 평일에만 운행: 1850~1854 주말에만 운행: 1860~1864(추암, 삼척해변 정차) |
| 동해선 | 1771~1772, 1775~1784 | 동대구 - 태화강 | 매일 6회 왕복운행                                                      |

### 동해산타열차
- 강릉선, 영동선 : 분천 - 강릉

### 정차역
필수정차역은 굵은 글씨로 표현하였다.
- 영동선 : 강릉-정동진-묵호-동해
- 동해선 : 동대구-하양-영천-아화-경주-북울산-태화강
- 동해선 : 동대구-하양-영천-아화-서경주-안강-포항-월포-장사-강구-영덕-영해-고래불-후포-평해-기성-매화-울진-죽변-흥부-옥원-임원-근덕-삼척-삼척해변-추암-동해-묵호-정동진-강릉

## 이전 운행 구간
- 경부선 : 서울 ~ 대전, 동대구, 부산
- 영동선 : 영주 ~ 동해
- 오송선 : 서창 - 오송
- 장항선 : 서울 ~ 신창
- 전라선 : 용산 ~ 여수EXPO
- 중앙선 : 청량리 ~ 안동
- 중부내륙순환열차 : 서울 - 제천
- 중부내륙순환열차 : 수원 - 제천
- 중부내륙순환열차 : 서울 - 철암
- 충북선 : 서울, 대전 ~ 제천
- 태백선 : 청량리 ~ 동해
- 호남선 : 용산 ~ 광주, 목포

## 차내 안내방송
자동 안내방송, 육성과 동시에 시행하고 있다. 영어안내방송은 2012년부터 개시되었다.

### 한국어 성우
- 2009년 6월 1일~2012년 7월: 기계 합성음
- 2012년 7월~2016년 12월 8일: 조영미
- 2016년 12월 9일~현재: 조예신

### 영어 성우
- 2012년 7월~2016년 12월 8일: 브랜든
- 2016년 12월 9일~현재: 리사 켈리

## 같이 보기
- 한국철도공사 200000호대 간선 전기 동차(TEC) - 누리로 투입 열차
- 무궁화호

## 사진

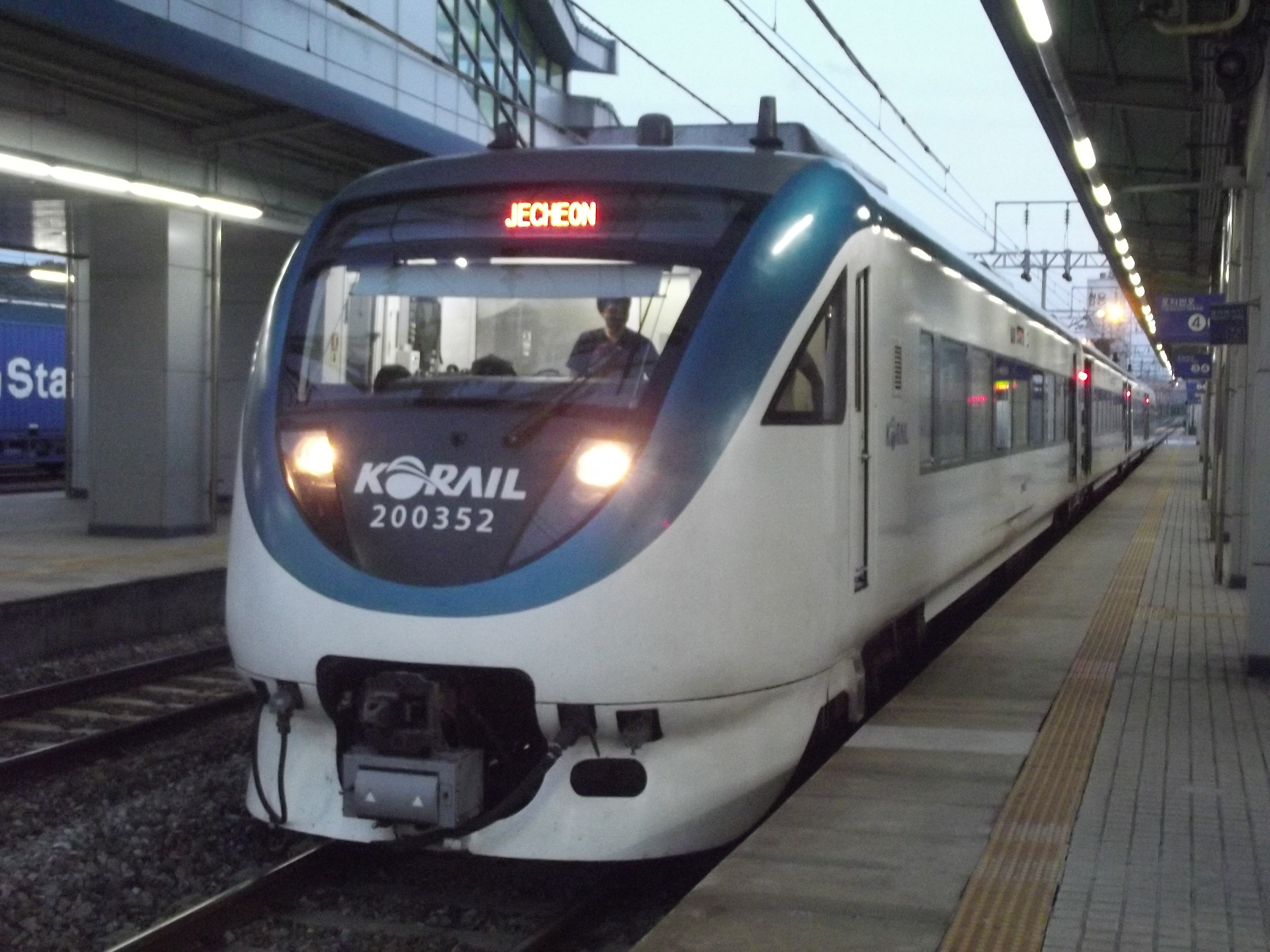
청주역에 정차 중인 제천행 누리로 (3편성)
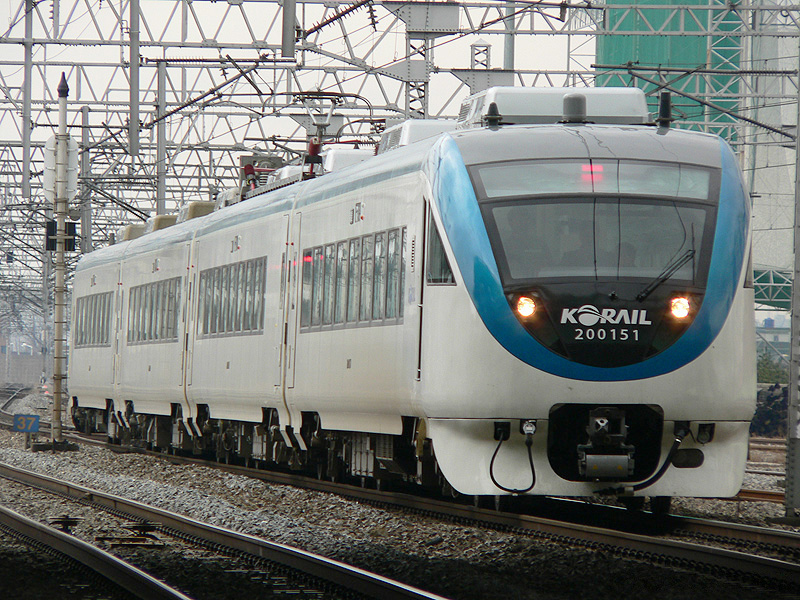
회송중인 누리로
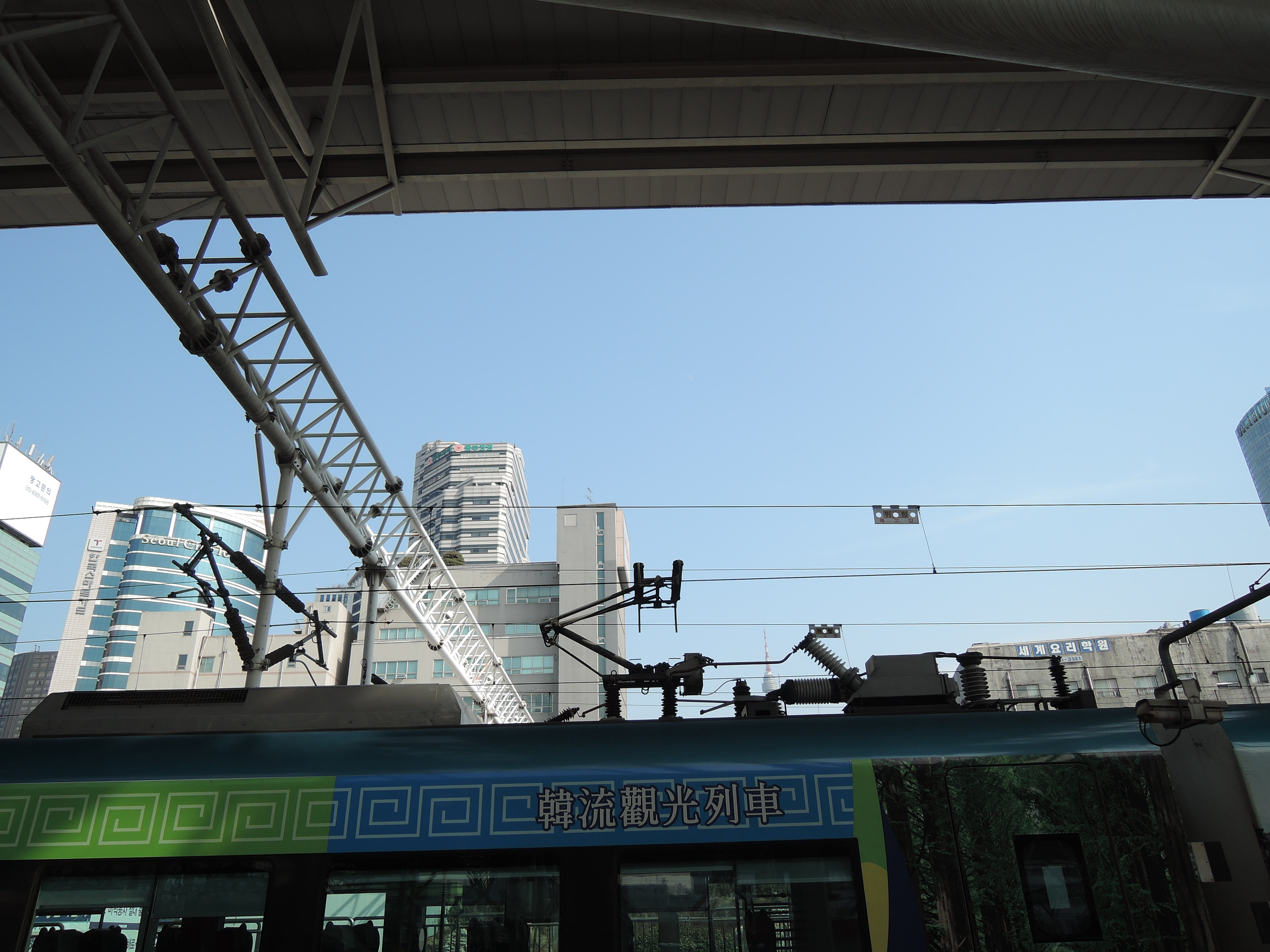
누리로의 팬터그래프
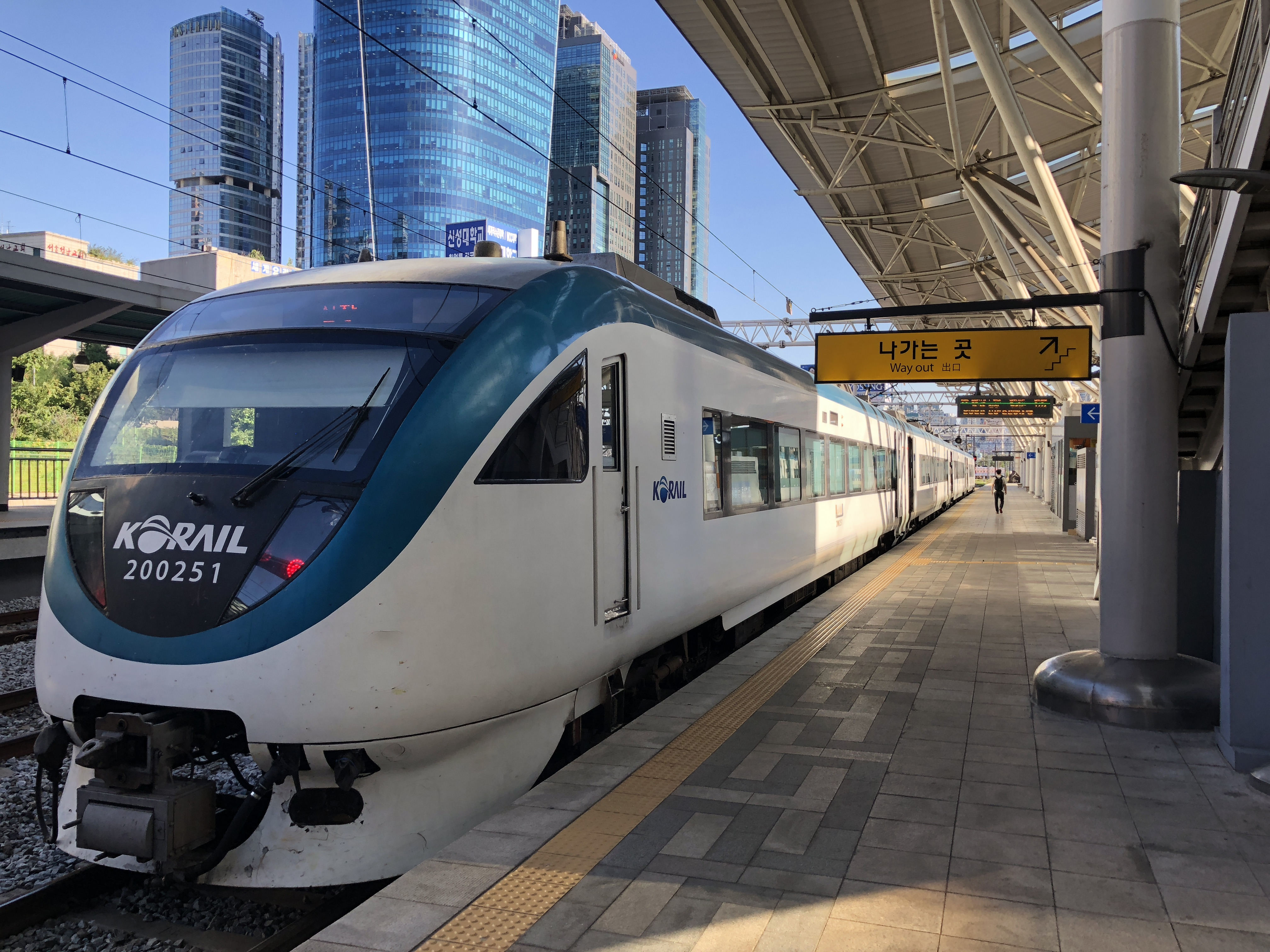
서울역에 정차한 누리로
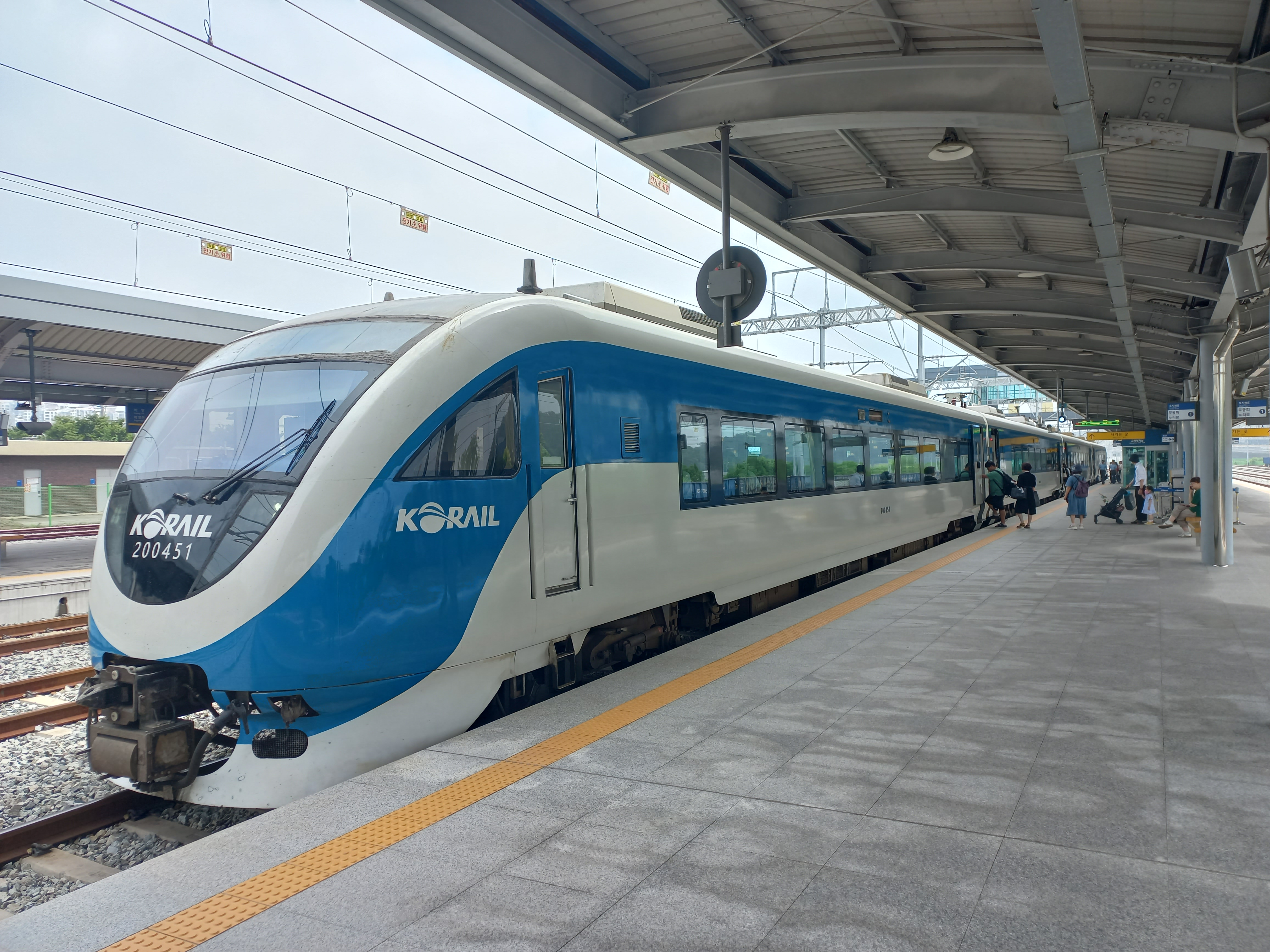
영천역에 정차한 누리로